# Manzanillo (Mexiko)
Manzanillo ist eine Hafenstadt mit ca. 160.000 Einwohnern im mexikanischen Bundesstaat Colima. Sie ist Verwaltungssitz des Municipio Manzanillo.

## Lage und Klima
Manzanillo liegt an und oberhalb einer geschützten Bucht am Pazifischen Ozean in einer Höhe von ca. 5 bis 20 m. Das Klima ist meist schwülwarm; Regen (ca. 1100 mm/Jahr) fällt hauptsächlich in den Monaten Juli bis Oktober.

## Bevölkerungsentwicklung
| Jahr      | 2000   | 2010    | 2020    |
| Einwohner | 94.953 | 130.086 | 159.853 |

Der stetige Bevölkerungszuwachs der Stadt beruht im Wesentlichen auf der immer noch anhaltenden Zuwanderung von Familien aus den Dörfern der Umgebung.

## Wirtschaft und Tourismus
Manzanillo hat einen der größten Häfen Mexikos. Im Jahr 2004 überholte die Stadt Veracruz als größter Hafen Mexikos in Bezug auf das gelöschte Frachtaufkommen. Der Hafen von Manzanillo hat eine große Landungsstelle für Thunfisch-Fangschiffe.
Der internationale Flughafen bietet mehrere Direktverbindungen in die USA und Kanada, deshalb gibt es saisonal viele Touristen aus diesen Gebieten. Die meisten Hotels liegen an dem langen Sandstrand im Norden, der Strand selber lädt wegen der Brandung dort aber nicht zum Schwimmen ein. Das Zentrum der Stadt liegt im Süden. Dort befindet sich die Statue „Blue Fish“ sowie viele Einkaufsläden und Cafés.
Manzanillo hat einen weitläufigen Strand und ist ein Anglerzentrum mit reichhaltigem Vorkommen an Fächerfischen. Jedes Jahr findet ein Wettkampf im Fischen des Fächerfisches statt.

## Verkehr
Der Flughafen liegt im Westen der Stadt und ist mit dem Auto ca. 20 Minuten vom Stadtzentrum entfernt. Der Flughafen bietet regelmäßige Direktverbindungen in die USA, nach Kanada und Mexiko-Stadt sowie unregelmäßige Inlandsverbindungen.
Der Seehafen ist einer der wichtigsten in Mexiko. Er wird hauptsächlich von Containerschiffen, aber auch von Massengutfrachtern, Tankern und Fischerbooten angelaufen. Marktführer bei den Container-Reedereien sind Mærsk Line, Hamburg Süd und MSC. Außerdem ist Manzanillo Ziel von Kreuzfahrtschiffen, die von Los Angeles und San Francisco aus starten und mehrere Häfen an der mexikanischen Westküste anlaufen. 
Manzanillo verfügt über ein umfangreiches Busnetz, außerdem gibt es Taxis, die auch nicht sehr teuer sind. Generell ist die Straße der einzige Verkehrsträger innerhalb der Region. Größere Straßen gibt es nach Colima, Melaque im Norden und nach Süden Richtung Lazaro Cardenas/Acapulco.

## Geschichte
In vorkolonialer Zeit existierte an der geschützten Bucht, die die Spanier Bahía de Buena Esperanza nannten, wahrscheinlich schon ein kleines Fischerdorf. Hernán Cortés brach von hier im Jahr 1535 zu seiner Expeditionsreise entlang der nördlichen Pazifikküste auf, wobei er die Halbinsel Baja California entdeckte.

## Sehenswürdigkeiten
- Die Sehenswürdigkeiten Manzanillos beschränken sich im Wesentlichen auf seine Strände.
- Im Stadtzentrum gibt einige wenige Bauten aus dem 19. Jahrhundert.

## Persönlichkeiten
- Fernanda Rivera (* 1991), Handballspielerin
- Lucía Berra (* 1998), Handballspielerin